# Kaplica św. Barbary w Warszawie (Śródmieście)

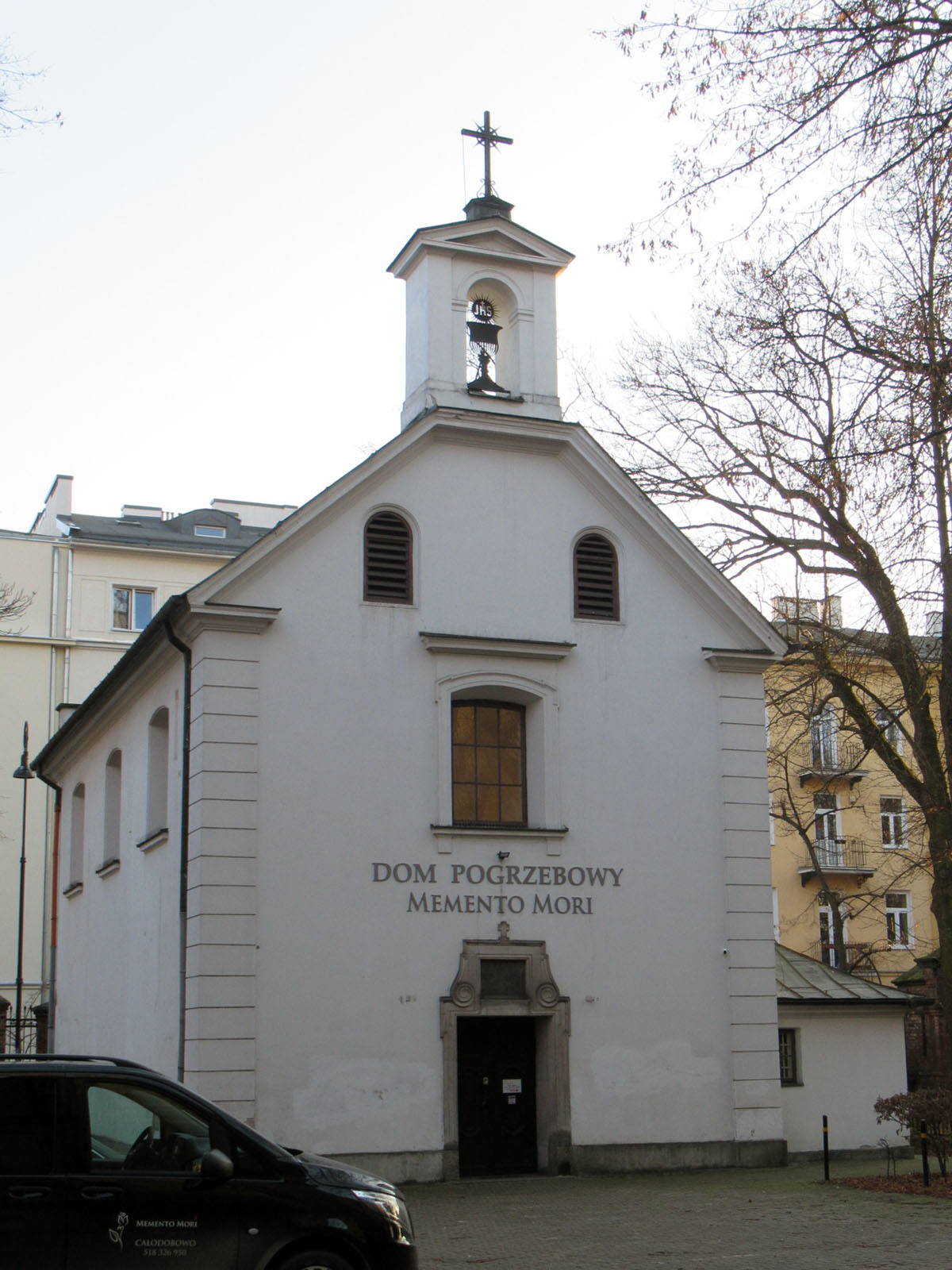
Kaplica od strony północnej

Kaplica św. Barbary – zabytkowa kaplica znajdująca się przy ul. Wspólnej w Warszawie.

## Historia
W 1782 założono cmentarz Świętokrzyski. W 1836 roku władze zabroniły dalszych pochówków ze względu na tworzenie się ścieków wody zaskórnej. 1 września 1866 roku kaplicę cmentarną przeznaczono na kościół parafialny pod wezwaniem św. Barbary. Mógł on pomieścić zaledwie 200 osób. W związku ze wzrostem liczby parafian zapadła decyzja o jego rozbudowie. W 1881 roku wybudowano boczną kaplicę mieszczącą tyle samo osób. Jednak i ta rozbudowa okazała się niewystarczająca. Zaczęto więc w 1883 roku budować nowy, większy kościół św. Apostołów Piotra i Pawła.
W kaplicy odbywają się ceremonie pożegnalne, prowadzone przez działający na terenie parafii dom pogrzebowy.

## Opis
Kaplica jest zbudowana w stylu klasycystycznym. Zewnętrzny wystrój utrzymuje prostotę i równowagę układu, ma kształt spokojny i skromny. Charakteryzuje się oszczędnym stosowaniem dekoracji i zdobnictwa. Od strony podwórka znajduje się fasada o liniach prostych bez znacznych wygięć i skrętów (wyniosły front ukazuje lekko cofnięte wejście: wnękę opartą na pilastrach). Nad wejściem znajduje się tympanon w kształcie trójkąta. Pionowym akcentem wieńczącym budynek jest wieżyczka z umieszczonym w środku kielichem i hostią. Nad nią widnieje krzyż.
Ściana od strony ulicy Wspólnej zawiera kilka symbolicznych dekoracji. Na fryzie pod tympanonem umieszczony został napis z Ewangelii św. Jana: „A słowo ciałem się stało i mieszkało między nami”. W centrum znajduje się postać Św. Jana Ewangelisty. Apostoł trzyma w rękach księgę i pióro. Orzeł po jego prawej stronie trzyma w szponach zwój papieru z napisem Ewangelium. Po lewej stronie obrazu widzimy tablicę z trzema pierwszymi przykazaniami Dekalogu, natomiast prawa mieści pozostałe.
Nad wejściem umieszczono napis po łacinie:

Ad maiorem Dei gloriam, ad fidelium animarum salutem aeternam,

EORUMQUO CORPORUM MORTUORUM REQUIEM TEMPORALEM,

COEMETERIUM HOC CUM SUA CAPELLA PRO PAROCHIA VARSAVIENSIS SANCTAE CRUCIS,

REGNANTE SERENISSIMO STANISLAO AUGUSTO,

LOCI ORDINARIO AC SUPREMO REGNI CANCELLARIO ILLUSTRISSIMO AC REVERENDISSIMO ANTONIO OKĘCKI,

ANNO DOMINI 1783 AEDIFICATUM,

ET NONA AUGUSTI PER EUNDEM ANTISTITEM,

CONSECRATO IN CRASTINUM SACELLO BENEDICTUM.

Po polsku oznacza on:

Na większą chwałę Boga, ku wiecznemu zbawieniu dusz wiernych,

i tymczasowemu spoczynkowi ich śmiertelnych ciał,

ten cmentarz z własną kaplicą przy warszawskiej parafii Świętego Krzyża,

za panowania najjaśniejszego króla Stanisława Augusta,

przez biskupa [tego] miejsca i najwyższego kanclerza królestwa, jaśniewielmożnego i najczcigodniejszego Antoniego Okęckiego

założony w roku pańskim 1783,

i dziewiątego sierpnia przez tego samego kapłana

konsekrowany nazajutrz po poświęceniu kaplicy.